# Yasujiro Ozu

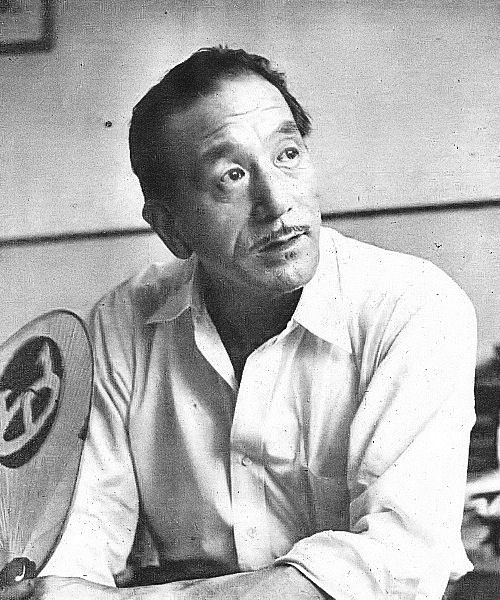
Ozu 1951.

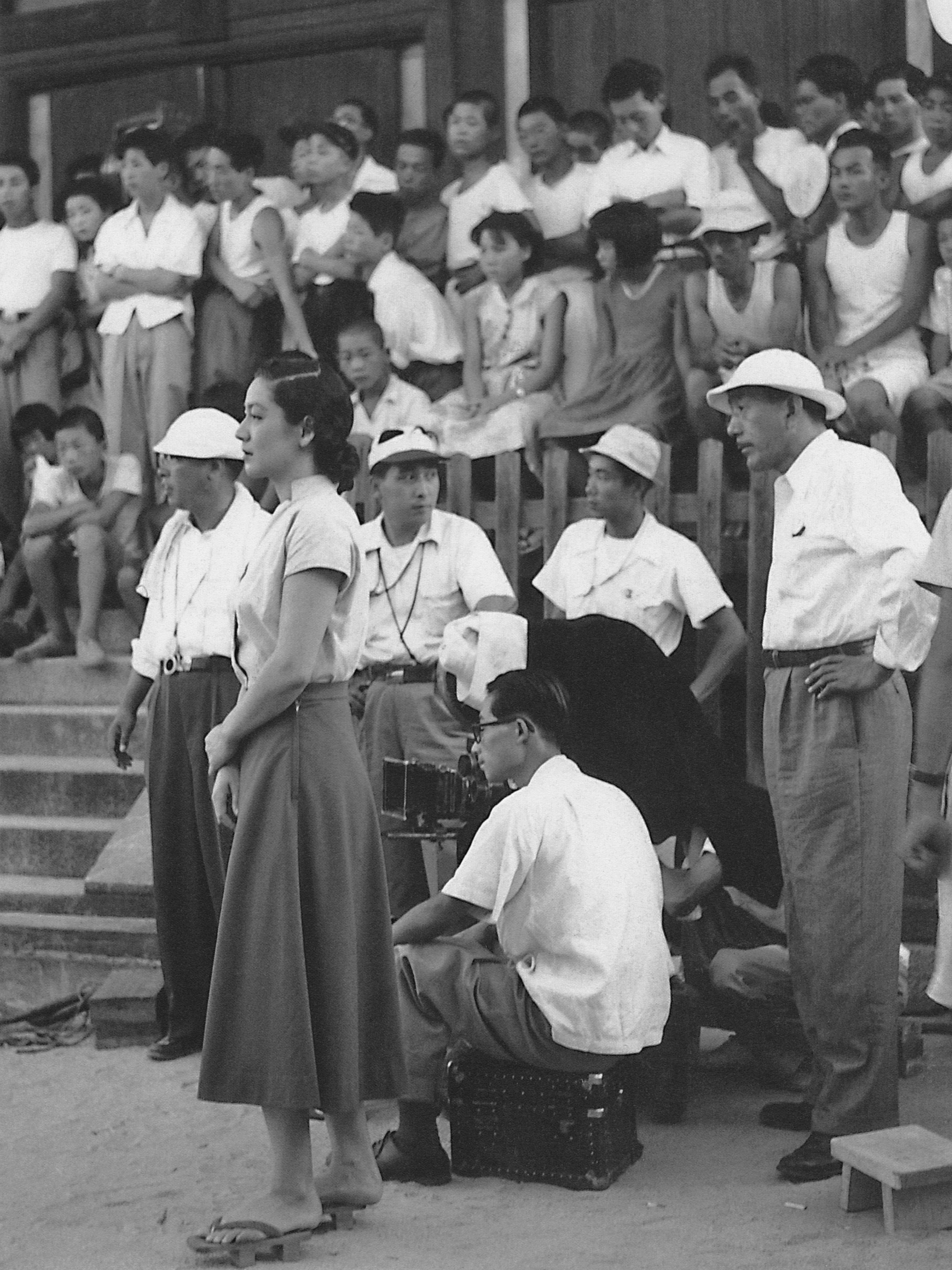
Ozu (längst till höger) under inspelningen av Föräldrarna (1953).

Det här är en artikel om en person med japanskt personnamn; Ozu är familjenamnet medan Yasujirō motsvarar ett svenskt förnamn.
Yasujiro Ozu (japanska: 小津安二郎?, Ozu Yasujirō), född 12 december 1903 i Fukagawa i stadsdelskommunen Kōtō i Tokyo, död 12 december 1963 i Tokyo, var en japansk filmregissör.

## Biografi
Ozu tillbringade tonåren i Matsusaka i Mie. År 1923, 20 år gammal, återvände han till Tokyo för att börja arbeta vid filmbolaget Shochiku som fotograf. Snart började han också som regiassistent och därefter som regissör. Som regissör känns han igen bland annat på sina låga kameraplaceringar, på att skådespelarna i regel talar in i kameran under dialoger och på att han ofta bryter mot 180-gradersregeln (att hålla kameran inom en och samma halvcirkel när två personer talar med varandra i en scen).
Ozu omtalas som en av 1900-talets mest inflytelserika regissörer. Sent om våren (1949), Bakushū (1951), Föräldrarna (1953) och En eftermiddag om hösten (1962) hör till hans mest kända filmer. Filmtidskriften Chaplins Japan-nummer från 1965 inleder med en artikel om Ozu.

## Filmografi
Ozu regisserade totalt 54 filmer, varav dock bara 33 finns bevarade.
- Zange no yaiba (懺悔の刃; 1927, Sword of Penitence)
- Nikutaibi (肉体美; 1928, Body Beautiful)
- Hikkoshi fuufu (引越し夫婦; 1928; A Couple on the Move)
- Wakodo no yume (若人の夢; 1928; Dreams of Youth)
- Kabocha (カボチャ; 1928, Pumpkin)
- Nyobo funshitsu (女房紛失; 1928, Wife Lost)
- Tokkan kozo (突貫小僧; 1929; A Straightforward Boy)
- Daigaku wa deta keredo (大学は出たけれど; 1929; I Graduated But...)
- Wasei kenka tomodachi (和製喧嘩友達; 1929; Fighting Friends)
- Gakusei-romansu: Wakaki hi (学生ロマンス 若き日; 1929; Days of Youth)
- Kaishain seikatsu (会社員生活; 1929; The Life of an Office Worker)
- Takara no yama (宝の山; 1929; Treasure Mountain)
- Ojosan (お嬢さん; 1930; Young Miss)
- Ashi ni sawatta koun (足に触った幸運; 1930; Lost Luck; Luck Touched My Legs; The Luck Which Touched the Leg)
- Erogami no onryo (エロ神の怨霊; 1930; The Revengeful Spirit of Eros)
- Rakudai wa shitakeredo (落第はしたけれど; 1930; I Flunked But...)
- Hogaraka ni ayume (朗かに歩め; 1930; Walk Cheerfully)
- Kekkongaku nyumon (結婚学入門; 1930; Introduction to Marriage)
- Sono yo no tsuma (その夜の妻; 1930; That Night's Wife)
- Tokyo no kôrasu (東京の合唱; 1931; Tokyo Chorus)
- Bijin aishu (美人と哀愁; 1931; Beauty's Sorrows)
- Shukujo to hige (淑女と髭; 1931; The Lady and Her Favorite; The Lady and the Beard)
- Mata au hi made (また逢ふ日まで; 1932; Until the Day We Meet Again)
- Seishun no yume imaizuko (靑春の夢いまいづこ; 1932; Where Are the Dreams of Youth?)
- Jag föddes, men (大人の見る繪本　生れてはみたけれど, Otona no miru ehon - Umarete wa mita keredo) (1932)
- Haru wa gofujin kara (春は御婦人から; 1932; Spring Comes from the Ladies)
- Dekigokoro (出来ごころ; 1933; Passing Fancy)
- Hijosen no onna (非常線の女; 1933; Dragnet Girl; Women on the Firing Line)
- Tokyo no onna (東京の女; 1933; Woman of Tokyo)
- Ukikusa monogatari (浮草物語; 1934; A Story of Floating Weeds)
- Haha wo kowazuya (母を恋はずや; 1934; A Mother Should Be Loved)
- Tokyo no yado (東京の宿; 1935; An Inn in Tokyo)
- Hakoirimusume (箱入娘; 1935; An Innocent Maid; The Young Virgin)
- Hitori musuko (ひとり息子; 1936; The Only Son)
- Daigaku yoitoko (大学よいとこ; 1936; College Is a Nice Place; Tokyo Is a Nice Place)
- Kikugoro no Kagamijishi (菊五郎の鏡獅子; 1936)
- Shukujo wa nani wo wasureta ka (淑女は何を忘れたか; 1937; What Did the Lady Forget?)
- Todake no kyodai (戸田家の兄妹; 1941; The Brothers and Sisters of the Toda Family)
- Chichi ariki (父ありき; 1942; There Was a Father)
- Nagaya shinshiroku (長屋紳士録; 1947; The Record of a Tenement Gentleman)
- Kaze no naka no mendori (風の中の牝鶏; 1948; A Hen in the Wind)
- Sent om våren (晩春, Banshun) (1949)
- Munekata kyoudai (宗方姉妹; 1950; The Munekata Sisters)
- Bakushû (麥秋; 1951; Early Summer)
- Smaken av grönt te och ris (お茶漬けの味, Ochazuke no aji) (1952)
- Föräldrarna (東京物語, Tôkyô monogatari) (1953)
- Tidig vår (早春, Soushun) (1956)
- Tôkyô boshoku (東京慕色1957; Tokyo Twilight; Twilight in Tokyo)
- Higanbana (彼岸花1958; Equinox Flower)
- Ukikusa (浮草; 1959; Drifting Weeds; Floating Weeds)
- God morgon (お早よう, Ohayou) (1959)
- Akibiyori (秋日和; 1960; Late Autumn)
- Kohayakawa-ke no aki (小早川家の秋; 1961; Early Autumn; The End of Summer)
- En eftermiddag om hösten (秋刀魚の味, Sanma no aji) (1962)